# Sega Z80
La Sega Z80 es una videoconsola de arcade lanzada por Sega en 1980 o antes. En total, se lanzaron 15 juegos para la consola.